# Franz Carl Weber
Pour les articles homonymes, voir FCW.
Franz Carl Weber (FCW) est une chaîne suisse de magasins de jouets crée en 1881. 

## Histoire

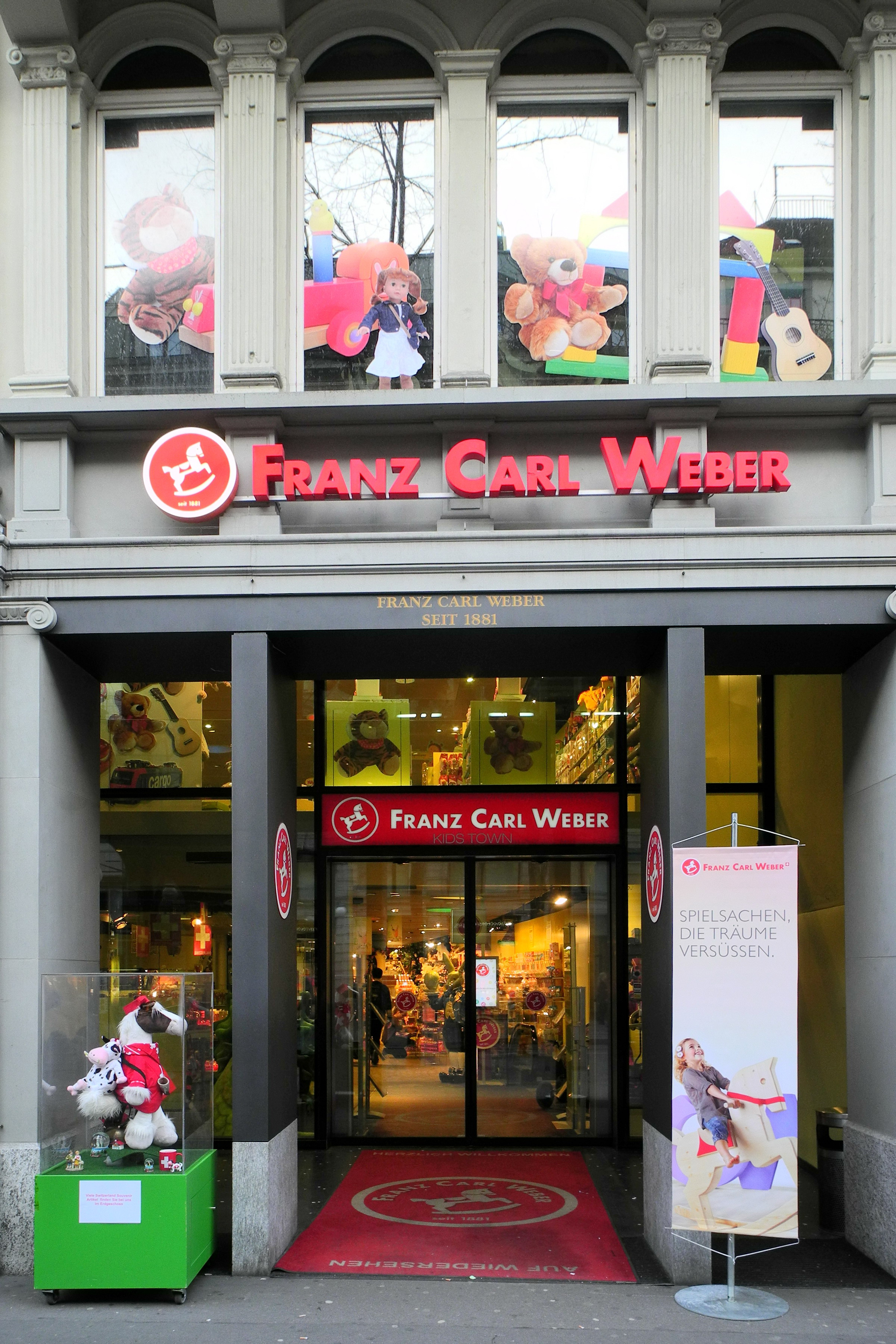
Magasin de la Bahnhofstrasse à Zurich.

La société est fondée par Franz Philipp Karl Friedrich Weber, né le 24 mai 1855 à Schwarzenbach en Bavière. Il effectue son apprentissage chez Ullmann & Engelmann. À 24 ans, il déménage à Zurich, ville où il a travaillé autrefois à la pharmacie Fisler. 
En 1881, il fonde Franz Carl Weber, sa propre société de vente de jouets. Le magasin se situait au 48 de la Bahnhofstrasse. L'affaire fonctionnait bien, et ce malgré deux concurrents établis dans le quartier ; en 1890, un nouveau magasin est ouvert au 62 de la même rue.
Franz Philipp Karl Friedrich Weber meurt en 1948 ; l’entreprise fut reprise par son fils puis son petit-fils. Dans les années 1970, l'entreprise compte plus de 50 magasins en Suisse et plus de 80 à l'étranger. 
En 1984 l'entreprise est vendue a Denner. C'est à cette période que l'entreprise fut restructurée, et passe de 50 à 9 magasins. Elle enregistre pour la première fois des pertes dans les années 1990.
L'entreprise est revendue au groupe français Ludendo en 2006. En 2013, Franz Carl Weber fusionne avec les magasins La Grande Récré, qui sont renommés Franz Carl Weber. En mars 2018, le groupe français, alors en redressement judiciaire en raison d'une dette de 150 millions d’euros (174,5 millions de francs), décide de revendre Franz Karl Weber. En juillet 2018, elle est rachetée pour un montant non divulgué par Yves Burger (CEO), Marcel Dobler et le fabricant allemand de jouets Simba Dickie Group, qui détiennent chacun un tiers du capital.
L'enseigne est vendue en 2023 à la chaîne allemande de droguerie Müller (de).
Franz Carl Weber possède également le musée du jouet de Zurich.

## Identité visuelle
Pour se différencier des entreprises du même nom, Franz Karl Weber remplace le K par un C. Le cheval à bascule, toujours présent sur le logo actuel des magasins, représente l'un des premiers jouets produits dans son atelier.

## Magasins

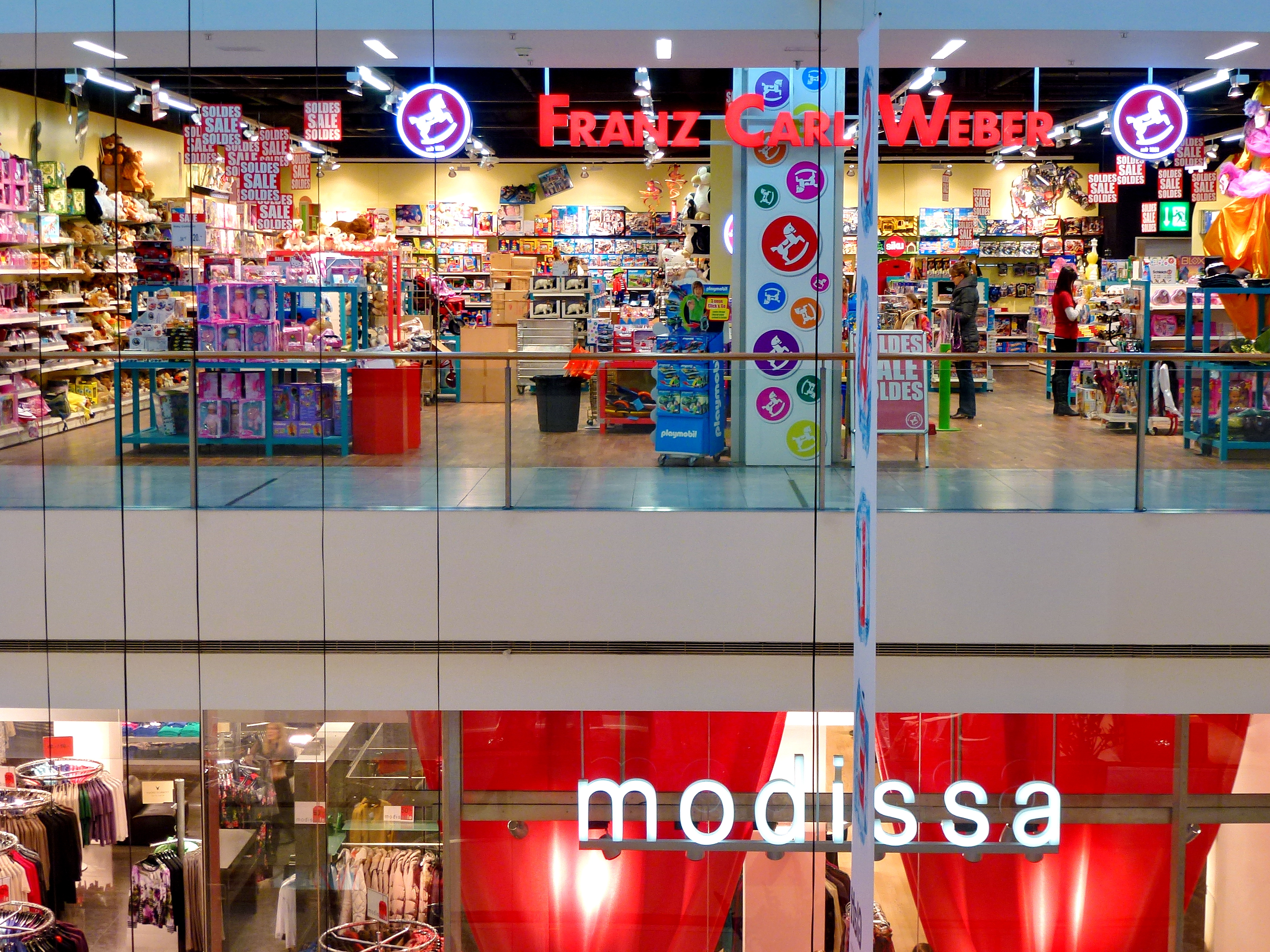
Magasin du Glattzentrum à Wallisellen.

En 2017, Franz Carl Weber possède 21 magasins en Suisse, mais en a possédé plus de 50 à son apogée. Lors de la période Denner, le nombre de filiales est descendu jusqu'à 9. La chaîne comptait 13 magasins lors de son rachat par Ludendo en 2006.
Les magasins actuels se trouvent à Aarau, Bâle (2 magasins), Berne, Bienne, Coire, Conthey,  Crissier, Étoy, Genève (2 magasins), Lausanne, Matran, Neuchâtel, Schaffhouse, Spreitenbach, Thoune, Wallisellen, Winterthour, Zoug et Zurich.
En 2018, lors de son rachat, l'enseigne compte 240 salariés et dix-neuf magasins sis en Suisse. 

## Chiffre d'affaires
Le chiffre d'affaires de l'enseigne est estimé à environ 50 millions de francs suisses en 2023.

### Source
- (de) Zurück zum guten alten Franz Carl Weber: Ludendo will Traditionsmarke stärken, NZZ Online, 4 octobre 2006.